# Каптерев, Валерий Всеволодович
Валерий Всеволодович Каптерев (5 февраля 1900, Варшава — 7 мая 1981, Москва) — русский художник XX века.

## Биография
Родился в семье высокопоставленного офицера.
В 1917 году Валерий Каптерев был членом группы художников «Гармония и ритм». В 1921 году – член общества «Бытие». В 1925 году закончил ВХУТЕМАС, где учился у известного художника Александра Васильевича Шевченко. Одновременно учился в Государственном институте кинематографии, который окончил в 1927 году. В 1926 году он организовал «Цех живописцев» и был первым его председателем. В 1930 году вступает в ОМХ, Общество московских художников, впоследствии преобразованное в МОСХ.
Художник много путешествовал с экспедициями по Средней Азии. Первое путешествие совершил в начале 20-х годов. В 1928-м вместе с ботаниками отправился в Джугарское и Заилийское Алатау, в 1930-м — в высокогорную экспедицию по Казахстану, позже участвовал в изучении Памира и Таджикистана.
От довоенного творчества у Каптерева уцелело всего несколько картин, две из которых — «Ночной натюрморт» и «Старый город» — находятся в Третьяковской галерее. Многие картины погибли во время войны, некоторые были уничтожены (например, в Алма-Атинском музее) как несоответствующие требованиям соцреализма. Многие картины Каптерева находятся в музеях Москвы и других городов. Особенно интересная коллекция его рисунков и картин собрана в Нукусе.
Прижизненные персональные выставки Каптерева устраивали Бюроканская обсерватория и академгородок Черноголовки.
Каптерев был женат на поэтессе Людмиле Федоровне Окназовой (1905-1985). Их квартира на улице Огарёва (Газетный переулок) была своеобразным центром общения интеллигенции 1970-х годов.

## Персональные выставки
- 1943 — Алма-Ата
- 1989 — Центральный дом литератора, Москва
- 1993 — Галерея «Ковчег», Москва
- 2000 — «Валерий Каптерев (1900-1981). К 100-летию со дня рождения». Живопись. Центральный Дом художника, Москва, (выставка галереи "Ковчег", МКСХ, АИС
- 2002 — http://www.muzeysitina.ru/?page=p_vist&vist=15. Музей И.Д.Сытина (при поддержке Центра графических искусств)
- 2003 — Выставочный зал журнала "Наше наследие"

## Галерея

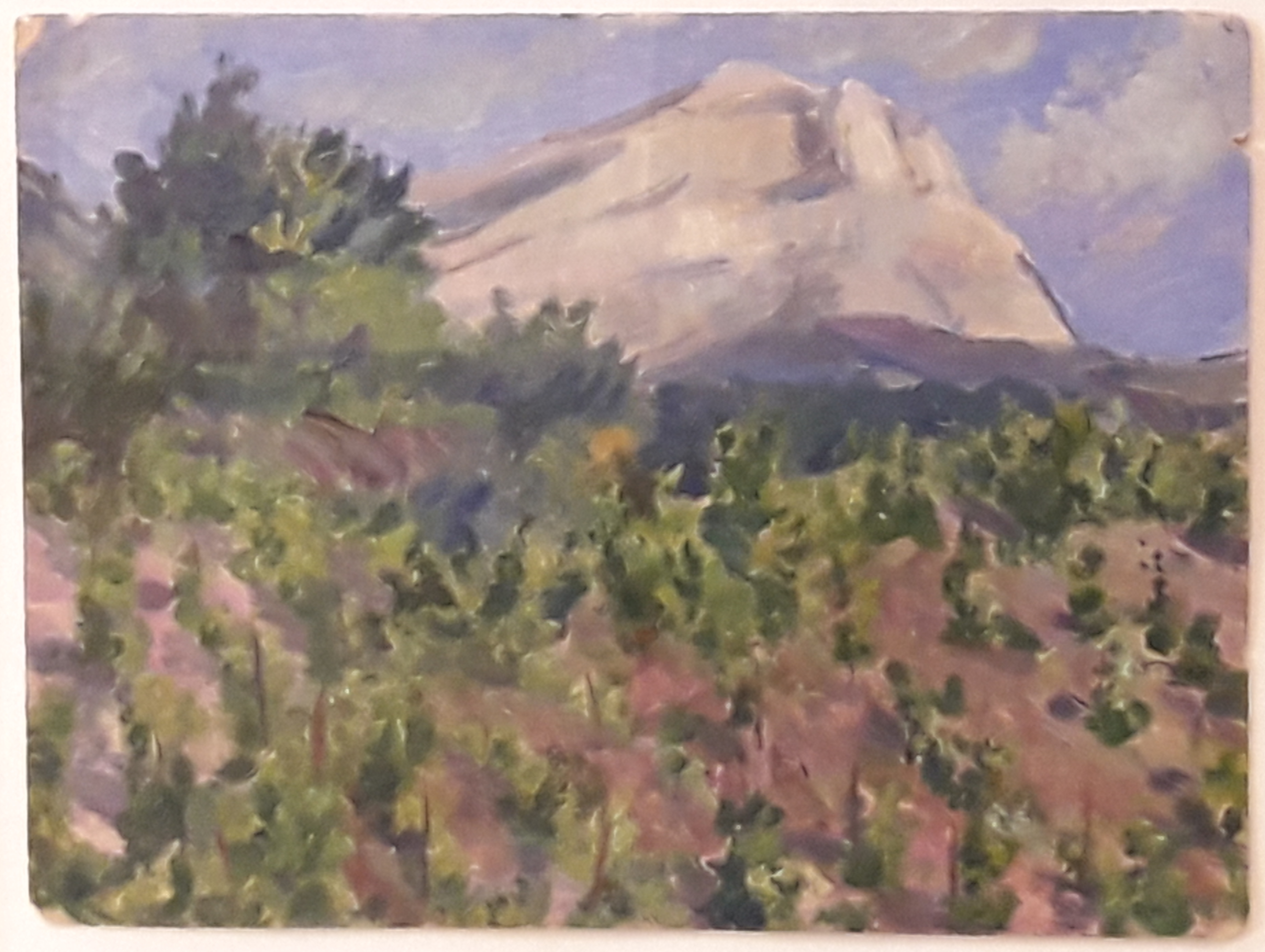
Крымский пейзаж
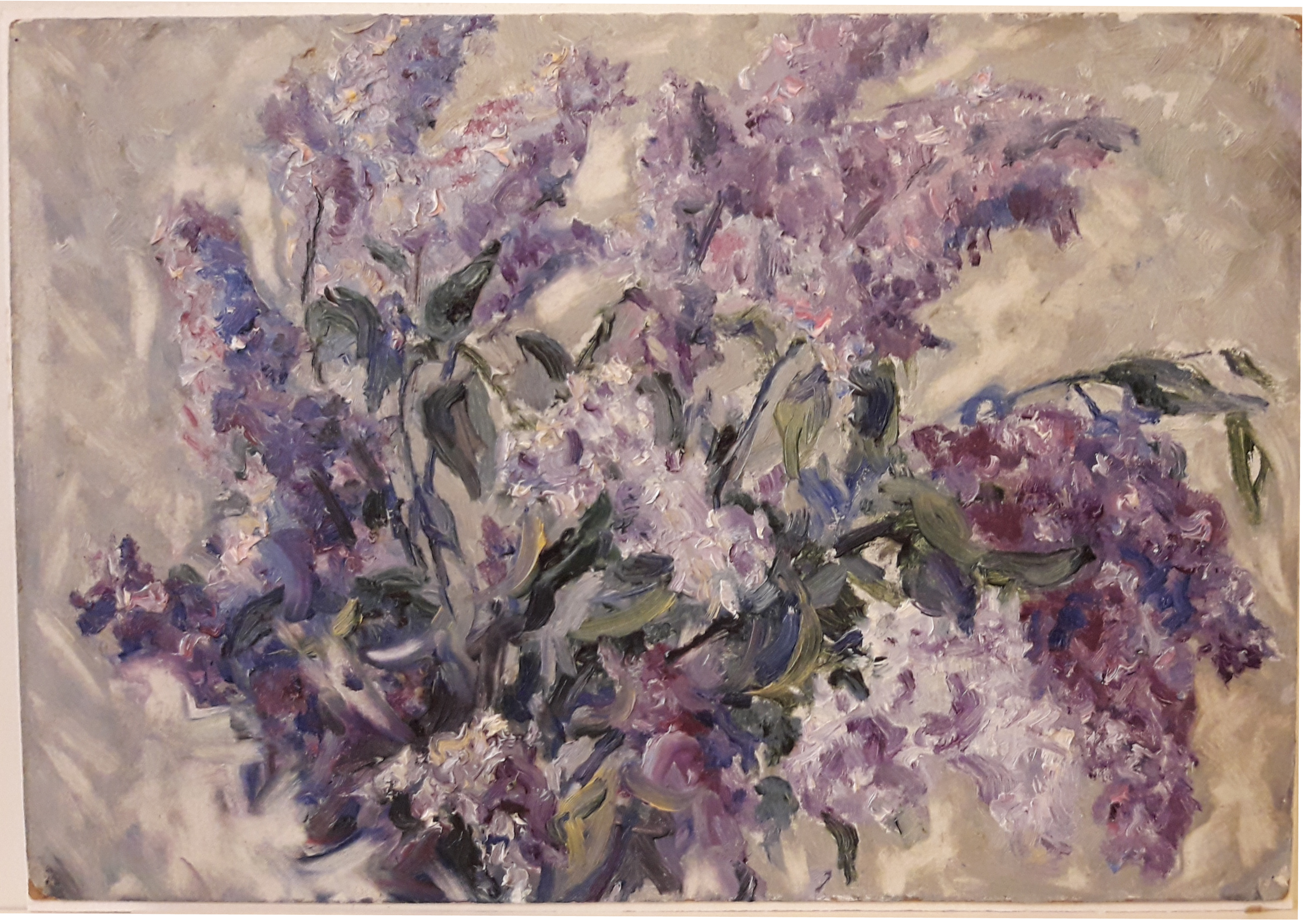
Цветущая сирень